# Liste der Bodendenkmäler in Grafenau (Niederbayern)
Auf dieser Seite sind die Bodendenkmäler in der niederbayerischen Stadt Grafenau zusammengestellt. Diese Tabelle ist eine Teilliste der Liste der Bodendenkmäler in Bayern. Grundlage ist die Bayerische Denkmalliste, die auf Basis des Bayerischen Denkmalschutzgesetzes vom 1. Oktober 1973 erstmals erstellt wurde und seither durch das Bayerische Landesamt für Denkmalpflege geführt wird. Die folgenden Angaben ersetzen nicht die rechtsverbindliche Auskunft der Denkmalschutzbehörde.

## Bodendenkmäler in Grafenau
| Lage       | Objekt                                                                                  | Akten-Nr.     | Bild |
| ---------- | --------------------------------------------------------------------------------------- | ------------- | ---- |
| (Standort) | Untertägige Befunde im Bereich der abgegangenen mittelalterlichen Burg                  | D-2-7146-0001 |      |
| (Standort) | Untertägige Befunde des Mittelalters und der frühen Neuzeit im Bereich der Kath. Kirche | D-2-7146-0013 |      |
| (Standort) | Untertägige Befunde des Mittelalters und der frühen Neuzeit im historischen Stadtkern   | D-2-7146-0014 |      |
| (Standort) | Untertägige Befunde des Mittelalters und der frühen Neuzeit                             | D-2-7146-0015 |      |
| (Standort) | Untertägige Befunde des Mittelalters und der frühen Neuzeit im Bereich der Kath. Kirche | D-2-7146-0016 |      |
| (Standort) | Untertägige Befunde der frühen Neuzeit im Bereich der Kath. Wallfahrtskapelle           | D-2-7146-0060 |      |
| (Standort) | Untertägige Befunde des Mittelalters und der frühen Neuzeit                             | D-2-7146-0104 |      |
| (Standort) | Mittelalterliche und frühneuzeitliche Wüstung Dimpflmühle.                              | D-2-7146-0106 |      |
| (Standort) | Siedlung des Mittelalters und der frühen Neuzeit.                                       | D-2-7146-0107 |      |
| (Standort) | Siedlung des späten Mittelalters und der frühen Neuzeit.                                | D-2-7146-0108 |      |